# 广东汕头幼儿师范高等专科学校
广东汕头幼儿师范高等专科学校（英语：Shantou Preschool Education College in Guangdong，缩写：STPEC），简称汕幼，是一所位于广东省汕头市的全日制师范高等院校，也是广东省东部地区首所幼教高校，隶属于广东省人民政府、汕头市人民政府，面向全省招大学专科生。学校前身为始建于1956年的汕头市幼儿师范学校，以及创办于1982年的广东汕头教育学院。校本部于2021年10月15日正式启用，广东汕头幼儿师范高等专科学校是汕头市唯一一所师范学院，也是粤东地区唯一一所幼教高校，占地面积500亩。设有学前教育学院、初等教育学院、艺术与体育学院、马克思主义学院、继续教育学院。有专任教师153人，图书馆藏书27万册。

## 历史沿革
学校历史可追溯创建于1956年的汕头市幼儿师范学校、创建于1982年的广东汕头教育学院。

### 幼师时期（1956-2002）

#### 汕头市幼儿师范学校
1956年，汕头市工农师范学校创办，同时增挂师范学校牌子。
1964年，汕头市工农师范学校停办。
1970年春，学校复办普通师范，改名为汕头市师范学校。
1981年，复办汕头市幼儿师范学校，仍兼设普通师范班。是广东省四所幼教学校之一。
1989年7月，学校搬迁到汕头市汕头市兴业路（现金园路25号）。
2002年3月，汕头市幼儿师范学校并入汕头职业技术学院。

#### 广东汕头教育学院
1982年4月15日，经广东省人民政府批准，成立了汕头地区教师进修学院。汕头地区教师进修学院开办函授大专，负责广东潮汕三市（汕头、潮州、揭阳）中小学在职教师和行政干部的继续教育工作，是一所师范类成人高等学校，亦是汕头最早的高等学校之一。
1983年4月23日，广东省人民政府办公厅批准将汕头地区教师进修学院改名为广东汕头教育学院。时任广东省委书记吴南生亲题校名。
1984年2月22日，经广东省教育厅报教育部批准正式备案。
1986年6月，经国家教委派出的复查组复查合格。
2002年3月，广东汕头教育学院并入汕头职业技术学院。

### 合并发展（2002-2021）

#### 汕头职业技术学院
2002年，汕头市幼儿师范学校、广东汕头教育学院两所学校整体并入汕头职业技术学院，设置为汕头职业技术学院师范专业。
2019年，汕头市调整高等教育布局，将汕头职业技术学院师范专业拆分出去，整体划入广东汕头幼儿师范高等专科学校，作为建校基础。
2020年，借用汕头职业技术学院金园校区场地，设置汕头幼儿师范高等专科学校筹备组办公室。

### 汕幼时期（2021-至今）
2021年5月10日，教育部发出《教育部办公厅关于公布实施专科教育高等学校和成人高等学校备案名单的函》，学校获批设置实施专科教育高等学校备案，同意正式设立广东汕头幼儿师范高等专科学校。
2021年10月15日，广东汕头幼儿师范高等专科学校校本部正式启用，举行了首届新生学院开学典礼。
2023年2月24日，广东汕头幼儿师范高等专科学校二期工程项目规划出炉。

## 学院设置
截止到2023年9月，共有5个学院，开设12个专科专业。
- 学前教育学院[14]
- 初等教育学院[15]
- 继续教育学院[16]
- 艺术与体育学院[17]
- 马克思主义学院[18]

## 专业设置
| 学院           | 专业 |
| -------------- | --- |
| 学前教育学院   | - 学前教育（师范） - 早期教育（师范）                                                                                  |
| 初等教育学院   | - 小学语文教育（师范） - 传播与策划                                                                                    |
| 艺术与体育学院 | - 艺术教育（师范） - 美术教育（师范） - 室内艺术设计 - 音乐教育（师范） - 音乐表演 - 体育教育（师范） - 体育保健与康复 |
| 马克思主义学院 | |
| 继续教育学院   | |

## 校区
- 校本部：濠江区北山湾东湖教育园区
- 过渡校区：金平区大学路叠金工业区汕头市卫生学校[註 4]

## 管理架构
| 现任领导         | 现任领导 |
| ---------------- | -------- |
| 党委书记、校长   | 程拱胜   |
| 党委委员、副校长 | 赖洁玲   |
| 党委委员、副校长 | 郑少军   |

## 文化传统

### 校训
汕头幼儿师范高等专科学校校训
敬业、亲师、博习、通达

### 校徽
校徽的主体是书本，书本象征着永恒的学识与智慧；信鸽是文化的传播者，寓意着未来的教育工作者传道于人，生生不息。

## 附属单位
- 广东汕头幼儿师范高等专科学校附属幼儿园[20]

## 相关院校
- 汕头职业技术学院

## 外部連結
- 广东汕头幼儿师范高等专科学校 （页面存档备份，存于）